# غرب
الْغَرب هو أحد الإتجاهات الأربعة. ويقع إلى يسار خط جرينتش، في الجهة المعاكسة لاتجاه الشرق. وهو موضع غروب الشمس.

## الغرب في القرآن
وردت بالقرآن الكلمة بعدة تصاريف – مغرب والمغرب ومغارب وغربت وتغرب وغربية والغربي والغروب والمغربين وذلك في سور عديدة، ففي سورة البقرة وردت (4) مرات في الآيات (115 و 142 و 177 و 258) ومرتين في سورة الكهف في الآيتين (17 و86) وفي سورة الأعراف في الآية رقم (137) وفي سورة طه في الآية رقم (130) وفي سورة النور في الآية (35) وفي سورة الشعراء في الآية رقم (28) وفي سورة القصص في الآية رقم (44) وفي سورة ق في الآية رقم (39) وفي سورة الرحمن في الآية رقم (17) وفي سورة المعارج في الآية رقم (40) وفي سورة المزمل في الآية رقم (9).